# Gallina (motorfiets)
Gallina is een historisch merk van wegracemotoren.
Roberto Gallina was zelf een verdienstelijk motorcoureur en leidde later de Suzuki-teams voor Franco Uncini en Marco Lucchinelli. Hij werd vooral bekend doordat hij de Suzuki RG 500-wegracers sterk verbeterde. In de jaren negentig kwam Gallina met zijn eigen wegmotor, de Gallina-Hayashi 750 met een door Sandro Todeschini ontwikkeld rijwielgedeelte en een sterk gewijzigd Suzuki GSX-R-blok. Hayashi was de Japanse geldschieter voor het project dat echter op niets uitdraaide.